# 감마니아
감마니아(중국어: 遊戲橘子)는 1995년 6월 12일 중화민국에서 설립한 기업이다.
자회사로는 beanfun이 있다

## 같이 보기
- 대만의 기업 목록